# Piłka nożna w czasie I wojny światowej

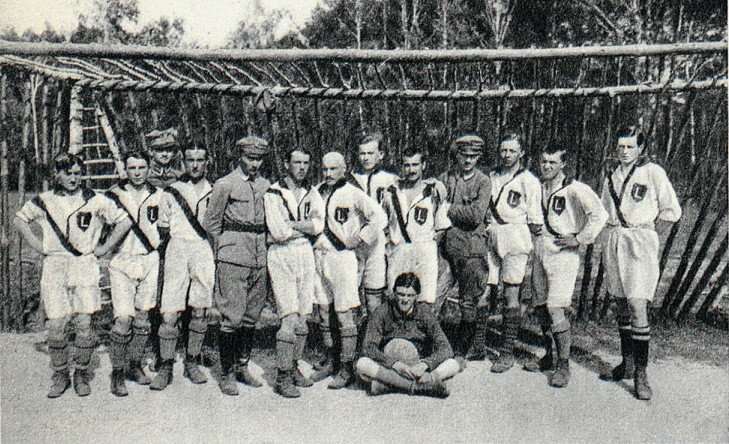
Drużyna piłkarska Legionów Polskich w Legionowie na Wołyniu

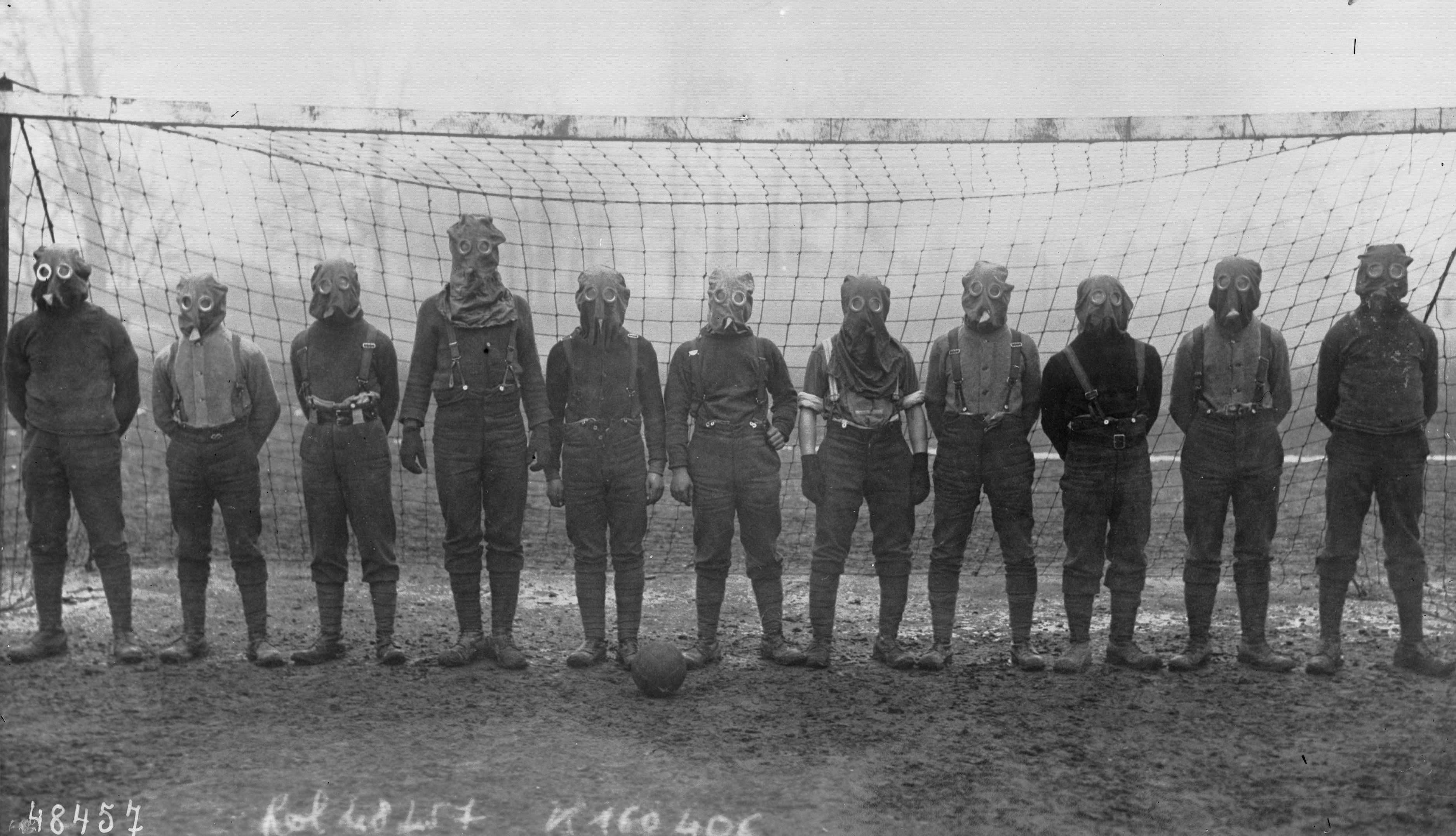
Drużyna piłkarska British Army w maskach przeciwgazowych

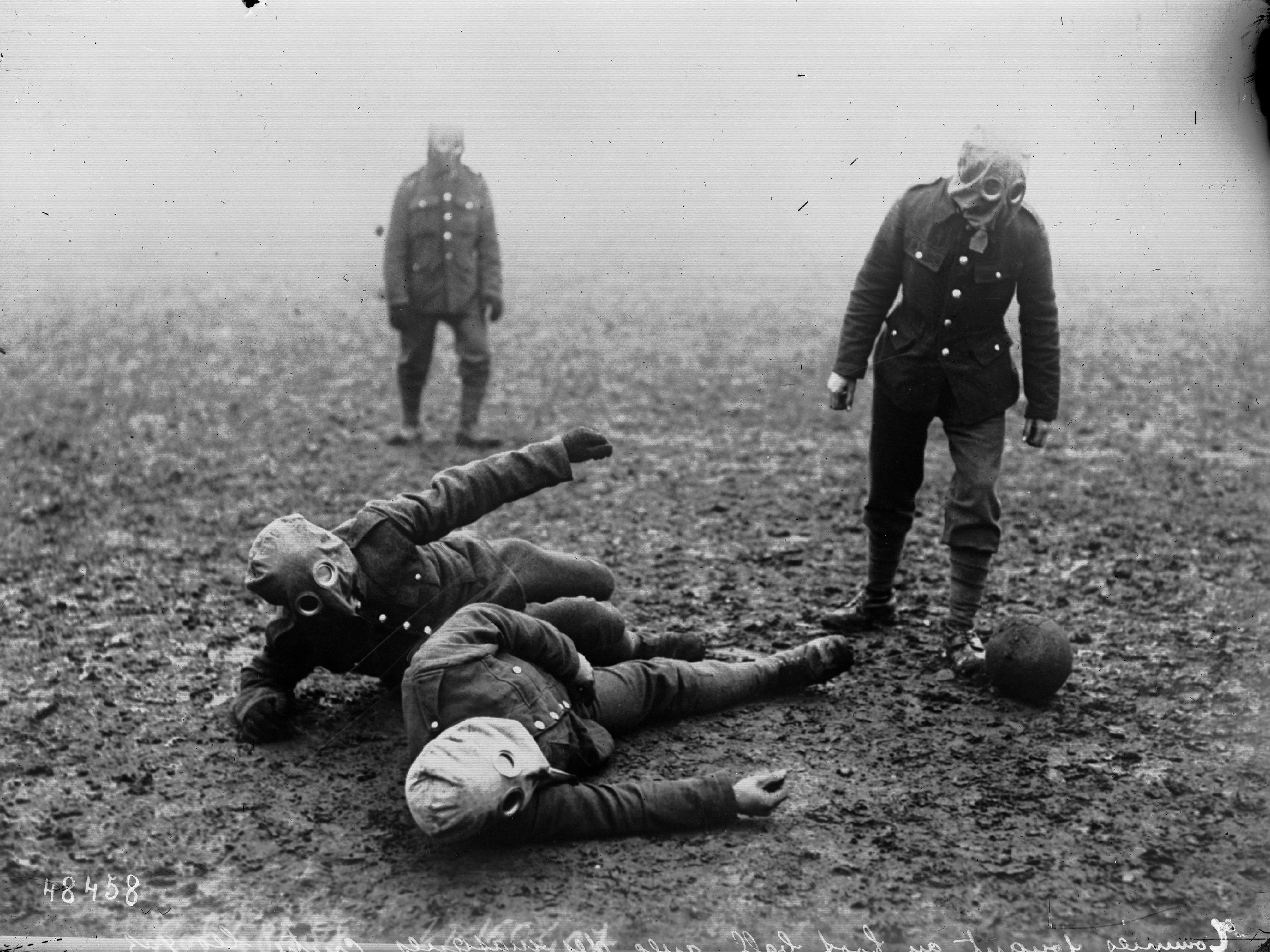
Mecz w maskach

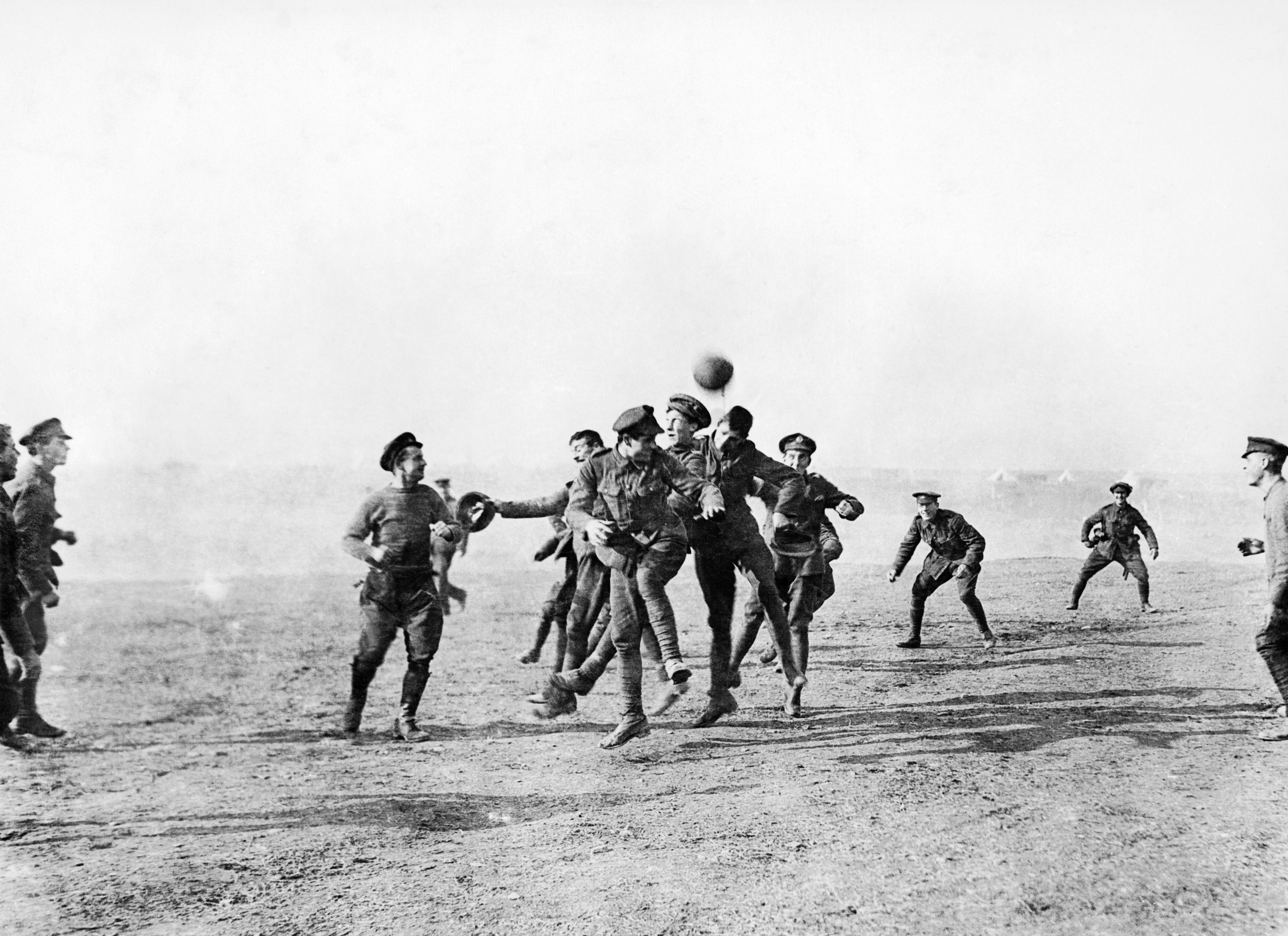
Mecz brytyjskich oficerów i żołnierzy w greckich Salonikach

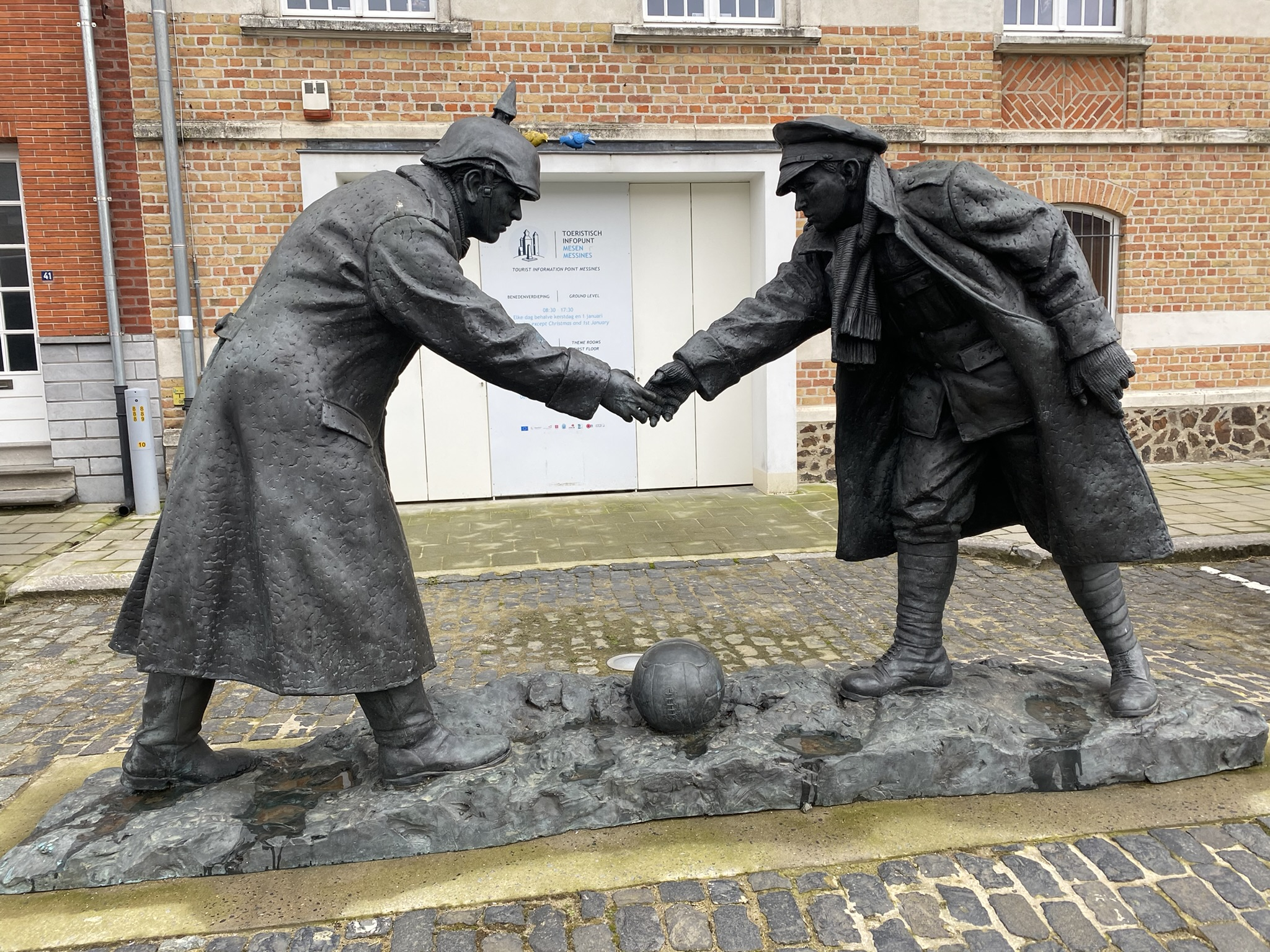
Pomnik w belgijskim mieście Mesen, upamiętniający rozejm bożonarodzeniowy i mecz piłkarski rozegrany z tej okazji

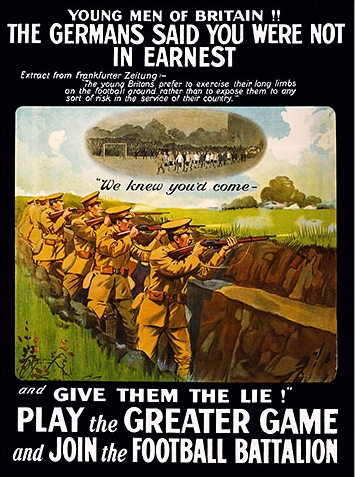
Brytyjski plakat rekrutacyjny zachęcający do wstępowania do Batalionu Futbolowego

Piłka nożna w czasie I wojny światowej – rozgrywki w piłce nożnej w latach 1914–1918, podczas „Wielkiej Wojny”.

## Rozgrywki

### Wielka Brytania
Angielski klub Harrogate Town miał rozegrać swój pierwszy mecz 5 września 1914 roku, ale został on odwołany z powodu wybuchu wojny. W latach 1915–1919 w Anglii zawieszono rozgrywki piłkarskie. Wielu zawodników zgłosiło się do British Army, w wyniku czego wiele drużyn zostało uszczuplonych i zamiast nich wystawiono zawodników gościnnych. Football League i Puchar Anglii zostały zawieszone, a w ich miejsce ustanowiono rozgrywki lig regionalnych; występy w tych turniejach nie są wliczane do oficjalnych statystyk zawodników. W Szkocji nadal kontynuowano rozgrywki Scottish Football League, których celem było podtrzymanie morale, jednak Puchar Szkocji nie odbył się przez pięć lat.

### Szwajcaria
Szwajcaria pozostawała neutralna przez całą I wojnę światową, ale obawiała wciągnięcia w konflikt i dlatego wzmocniła własną armię. Szwajcarska liga piłkarska nie została zawieszona, choć do wojska zostało powołanych około 5800 piłkarzy – z 8500 w sumie. Jednak wiele boisk zostało zniszczonych – 39 000 m2 z 85 000 m2 zamieniono w pola ziemniaczane. Po wybuchu wojny w 1914 roku reprezentacja Szwajcarii nie brała udziału w rozgrywkach aż do 1920 roku.

## Anglicy na kontynencie
Brytyjscy piłkarze i trenerzy, którzy mieli kontrakty z niemieckimi klubami zawodowymi, byli wśród alianckich cywilów internowanych w obozie Ruhleben w Berlinie. Sport odgrywał ważną rolę w życiu internowanych. Wśród nich było kilku byłych profesjonalnych piłkarzy, w tym trzech byłych reprezentantów Anglii – Fred Pentland, Samuel Wolstenholme i Steve Bloomer, reprezentant Szkocji John Cameron, reprezentant Niemiec Edwin Dutton oraz John Brearley, kiedyś z Evertonu i Tottenhamu Hotspur i Fred Spiksley.
Wrogim państwem dla Brytyjczyków były także Austro-Węgry. Jimmy Hogan, który krótko trenował Amateure SV w latach 1911–1912, powrócił do Wiednia, aby trenować reprezentację Austrii w 1914 roku.

## Rozejm bożonarodzeniowy
Rozejm bożonarodzeniowy był serią krótkich nieoficjalnych przerw w działaniach wojennych, które miały miejsce w Wigilię lub w Boże Narodzenie 1914 roku między wojskami niemieckimi, brytyjskimi i francuskimi podczas I wojny światowej, w szczególności między wojskami brytyjskimi i niemieckimi stacjonującymi na froncie zachodnim. Podczas rozejmu rozegrano mecz piłki nożnej między Brytyjczykami i Niemcami.

## Piłkarze-żołnierze
6 września 1914 roku pisarz Arthur Conan Doyle zwrócił się bezpośrednio do piłkarzy z apelem o zgłaszanie się na ochotników do służby. Wielu graczy odpowiedziało na apel i w ramach Pułku Middlesex utworzono specjalny Batalion Futbolowy. Batalionem dowodził Frank Buckley, który później oszacował, że zginęło ponad 500 z pierwotnych 600 żołnierzy batalionu. W 1914 roku w Wielkiej Brytanii grało zawodowo w piłkę ponad 5000 mężczyzn, a 2000 z nich wstąpiło do służby wojskowej.
Pierwszy z batalionów piłkarskich został utworzony w Edynburgu w listopadzie 1914 roku przez podpułkownika sir George’a McCrae. W skład 16 Royal Scots wchodzili gracze i kibice z Hearts, Hibernian, Falkirk i Raith Rovers, a rekrutacja 1350 oficerów i żołnierzy trwała zaledwie sześć dni.

### Odznaczeni piłkarze
Wielu brytyjskich piłkarzy otrzymało odznaczenia za odwagę podczas I wojny światowej, w tym Bernard Vann (Krzyż Wojskowy i Krzyż Wiktorii), Donald Simpson Bell (Krzyż Wiktorii), William Angus (Krzyż Wiktorii), Jimmy Speirs (Medal Wojskowy), Tim Coleman (Medal Wojskowy) i Davie Glen (Medal Wojskowy). Inni, którzy otrzymali odznaczenia, to Leigh Richmond Roose (Medal Wojskowy) i Philip Fullard (Krzyż Wojskowy i Krzyż Sił Powietrznych). Inni piłkarze, którym nie przyznano odznaczeń, również zostali uhonorowani, jak na przykład Walter Tull, który został uhonorowany zarówno w miejscu pamięci Arras Memorial, jak i na stadionie Sixfields w Northampton.

### Piłkarze polegli w akcji
Wielu piłkarzy, zarówno amatorów, jak i profesjonalistów, straciło życie. Pierwszym piłkarzem z angielskiej ligi, który zginął 18 października 1914 roku, był Larrett Roebuck. Szkocka drużyna Hearts straciła siedmiu piłkarzy. Inna szkocka drużyna, Brechin City, straciła sześciu piłkarzy. Angielska drużyna Bradford City straciła dziewięciu piłkarzy pierwszego składu – Boba Torrance’a, Jimmy’ego Speirsa, Evelyna Lintotta, Jamesa Conlina, Jamesa Comrie, Geralda Kirka oraz piłkarzy rezerwowych George’a Draycotta, Ernesta Goodwina i Harry’ego Pottera. William Baker, członek drużyny Plymouth Argyle, która wygrała rozgrywki Southern Football League w 1913 roku, zginął we francuskiej wsi Serre-les-Puisieux podczas bitwy nad Sommą. Strona internetowa stworzona przez Stowarzyszenie Piłkarzy Zawodowych „Piłka nożna a I wojna światowa” wymienia obecnie 296 graczy, którzy polegli na wojnie.

## Upamiętnienie
7 listopada 2004 roku w miejscowości Contalmaison we Francji odsłonięto pomnik, którego budowę po raz pierwszy zaproponowano w kwietniu 1919 roku. Upamiętnia on żołnierzy-piłkarzy batalionu 16 Royal Scots, którzy polegli podczas bitwy nad Sommą. 21 października 2010 roku w miejscowości Longueval we Francji, odsłonięto pomnik, upamiętniający żołnierzy batalionów piłkarskich, którzy walczyli i zginęli w „Wielkiej Wojnie”. W listopadzie 2018 roku, w ramach kampanii „Football Remembers”, szereg klubów posadziło drzewa, aby uczcić setną rocznicę zakończenia wojny.